# Brachynomada chica
Brachynomada chica là một loài Hymenoptera trong họ Apidae. Loài này được Snelling & Rozen mô tả khoa học năm 1987.